# 1-氯-4-溴丁烷
1-氯-4-溴丁烷是一种有机化合物，属卤代烃，化学式为C4H8BrCl。

## 制备
1-氯-4-溴丁烷有多种制备方式，如四氢呋喃和盐酸反应，得到4-氯-1-丁醇，再对其进行溴化得到。类似的方法还有乙酸-4-氯丁酯和氢溴酸的反应。1,4-二氯丁烷和1,4-二溴丁烷进行卤素交换，也可以得到该化合物。

## 性质
1-氯-4-溴丁烷和叠氮化钠在DMF中反应，可以得到1-叠氮基-4-氯丁烷。它在碳酸钾的存在下和苯酚在DMF中加热反应，得到(4-氯丁氧基)苯；通过类似的反应，也可制得(4-氯丁基)(苯基)硫醚。